# 居玛迪力·马曼
居马德里·马曼（1941年11月17日—），又作居玛迪力·马曼，中国哈萨克族作家。历任伊犁青少年报刊社、《伊犁日报》、《伊犁河》杂志社社长、总编辑，伊犁哈萨克自治州文联主席、中国少数民族文学研究协会会员、哈萨克斯坦作家协会会员，伊犁州政府专家顾问。

## 生平
1941年11月17日出生于中国新疆伊犁专区恰克满（今新源县），1959年毕业于新疆师范学院中文系。1958年开始发表作品。1985年加入中国作家协会。

## 荣誉
曾获新疆自治区优秀专家称号；著作《昔日诗歌研讨》获第八届全国少数民族文学创作 “骏马奖”。